# Evandro Luis Braun
Evandro Luis Braun (ur. 3 sierpnia 1976 w Teixeira Soares) – brazylijski duchowny katolicki, biskup Campo Mourão od 2025. 

## Życiorys
15 września 2002 otrzymał święcenia kapłańskie  i został inkardynowany do diecezji Ponta Grossa. 
9 kwietnia 2025 papież Franciszek mianował go biskupem diecezji Campo Mourão. Sakry udzielił mu 5 lipca 2025 w katedrze św. Anny biskup diecezji Ponta Grossa, Bruno Elizeu Versari. Urząd biskupa Campo Mourão objął 3 sierpnia 2025. 